# Пайн-Плейнс (переписна місцевість, Нью-Йорк)
Пайн-Плейнс (англ. Pine Plains) — переписна місцевість (CDP) в США, в окрузі Дачесс штату Нью-Йорк. Населення — 1142 особи (2020).

## Географія
Пайн-Плейнс розташований за координатами 41°58′40″ пн. ш. 73°39′30″ зх. д. / 41.97778° пн. ш. 73.65833° зх. д. (41.977691, -73.658200).  За даними Бюро перепису населення США в 2010 році переписна місцевість мала площу 5,96 км², з яких 5,38 км² — суходіл та 0,58 км² — водойми.

## Демографія
Згідно з переписом 2010 року, у переписній місцевості мешкали 1353 особи в 558 домогосподарствах у складі 356 родин. Густота населення становила 227 осіб/км².  Було 644 помешкання (108/км²).
Расовий склад населення:
| - 91,6 % — білих - 1,1 % — азіатів - 0,7 % — чорних або афроамериканців - 0,2 % — корінних американців - 0,1 % — вихідців з тихоокеанських островів - 3,4 % — осіб інших рас |

До двох чи більше рас належало 2,9 %. Частка іспаномовних становила 8,4 % від усіх жителів.
За віковим діапазоном населення розподілялося таким чином: 21,8 % — особи молодші 18 років, 60,8 % — особи у віці 18—64 років, 17,4 % — особи у віці 65 років та старші. Медіана віку мешканця становила 44,3 року. На 100 осіб жіночої статі у переписній місцевості припадало 92,2 чоловіків;  на 100 жінок у віці від 18 років та старших — 92,0 чоловіків також старших 18 років.
Середній дохід на одне домашнє господарство  становив 73 627 доларів США (медіана — 60 167), а середній дохід на одну сім'ю — 91 219 доларів (медіана — 77 750). Медіана доходів становила 58 500 доларів для чоловіків та 35 469 доларів для жінок. За межею бідності перебувало 8,4 % осіб, у тому числі 12,2 % дітей у віці до 18 років та 1,8 % осіб у віці 65 років та старших.
Цивільне працевлаштоване населення становило 634 особи. Основні галузі зайнятості: освіта, охорона здоров'я та соціальна допомога — 27,9 %, публічна адміністрація — 9,6 %, виробництво — 9,5 %.